# IC 2220
IC 2220 — галактика типу EN+* () у сузір'ї Кіль.
Цей об'єкт міститься в оригінальній редакції індексного каталогу.